# Rhodochlora endognoma
Rhodochlora endognoma är en fjärilsart som beskrevs av Louis Beethoven Prout 1916. Rhodochlora endognoma ingår i släktet Rhodochlora och familjen mätare. Inga underarter finns listade.